# Jonas Castrique
Jonas Castrique (né le 13 janvier 1997 à Roulers) est un coureur cycliste belge, professionnel en 2020 et 2021.

## Biographie
Jonas Castrique est originaire de Ploegsteert, et est né à Roulers. Il commence le cyclisme à l'âge de huit ans. Sa sœur Alana est également coureuse cycliste chez Lotto Soudal Ladies,.
Lors de ses trois saisons espoirs (moins de 23 ans), il court dans la réserve de l'équipe Lotto-Soudal. Principalement équipier, il parvient toutefois à terminer septième de la Carpathia Couriers Path en 2016, ou encore neuvième de l'Olympia's Tour en 2017. En 2018, il s'impose sur l'Omloop van de Grensstreek, un interclub belge. 
En 2019, il change de structure et intègre la réserve de Wallonie Bruxelles, tout en terminant ses études. Sélectionné en équipe nationale, il prend la neuvième place de Gand-Wevelgem espoirs, manche de la Coupe des Nations U23. Il se classe également deuxième d'une étape de la Ronde de l'Oise, ou encore sixième du Grand Prix Criquielion. 
Après y avoir été stagiaire, il passe finalement professionnel en 2020 chez Wallonie Bruxelles. Il court au sein de cette formation pendant deux saisons. Fin 2021, il arrête sa carrière à 24 ans.

## Palmarès
- 2014
  - 1re étape de l'Acht van Bladel
- 2017
  - 3e de l'Internatie Reningelst
  - 3e du Grand Prix Color Code
- 2018
  -  Champion de Belgique du contre-la-montre par équipes
  - Omloop van de Grensstreek
  - 3e de la Wingene Koers
- 2019
  - Grand Prix Arjaan de Schipper[8]

## Classements mondiaux
| Année                                 | 2016  | 2017  | 2018 | 2019  | 2020  | 2021  |
| ------------------------------------- | ----- | ----- | ---- | ----- | ----- | ----- |
| Classement mondial                    | 2399e | 2889e | nc   | 1708e | 1926e | 2339e |
| UCI Europe Tour                       | 1595e | 1891e | nc   | 1130e | 1408e | 1561e |
|                                       |       |       |      |       |       |       |
| Légende : nc = non classéSource : UCI |       |       |      |       |       |       |